# Fromelles (Pheasant Wood) Military Cemetery
Fromelles (Pheasant Wood) Military Cemetery is een Britse militaire begraafplaats met gesneuvelden uit de Eerste Wereldoorlog, gelegen in de Franse gemeente Fromelles in het Noorderdepartement. De begraafplaats werd ontworpen door Barry Edwards en heeft zeshoekig grondplan met een bakstenen ommuring. Ze werd ingehuldigd in 2010 en was daarmee de eerste nieuwe begraafplaats van de Commonwealth War Graves Commission in een halve eeuw tijd. De begraafplaats ligt aan de noordelijke dorpsrand en telt 250 gesneuvelde Australiërs en Britten, waarvan er 163 konden worden geïdentificeerd. Achteraan op het terrein staat op een verhoogd plateau het Cross of Sacrifice. 

## Geschiedenis
Tijdens de Eerste Wereldoorlog lag Fromelles aan het front. Bij de Slag bij Fromelles op 19 en 20 juli 1916 vielen een Australische en Britse divisie de Duitse posities aan. De geallieerden leden er echter zware verliezen en er vielen duizenden Australische en Britse doden. Vele gesneuvelden konden niet worden teruggevonden en werden later herdacht op het nabijgelegen V.C. Corner Australian Cemetery and Memorial.
In het begin van de 21ste eeuw werden bij historisch onderzoek met behulp van luchtfotografie massagraven ontdekt nabij het Bois du Faisan (Pheasant Wood) bij Fromelles. Deze massagraven waren door de Duitsers aangelegd om de honderden slachtoffers van Slag bij Fromelles te begraven. In 2009 werden de lichamen opgegraven en de volgende jaren werden er verschillende met behulp van DNA-onderzoek geïdentificeerd. De CWGC kreeg ondertussen van de Britse en Australische overheid de vraag om een begraafplaats in te richten voor de teruggevonden gesneuvelden. De begraafplaats werd vanaf januari 2010 in gebruik genomen en op 19 juli, bij de 94ste verjaardag van de Slag bij Fromelles, ingehuldigd.

## Graven

### Aliassen
Vier militairen dienden onder een alias bij de Australian Infantry, A.I.F.:
- soldaat Reginald Raymond Bradney als Reginald Raymond Wildman.
- soldaat Joseph Patrick Wailes  als Joseph Patrick Wallis.
- soldaat Colin Meyers als Cecil Morgan.
- soldaat William John Howard als John Morley.

### Minderjarige militairen
- korporaal Ralph Johnson en soldaat Colin Meyers waren 17 jaar toen ze sneuvelden.